# کاتسوشی کوریهارا
کاتسوشی کوریهارا (انگلیسی: Katsushi Kurihara؛ زادهٔ ۲۹ ژوئیهٔ ۱۹۷۷) بازیکن فوتبال اهل ژاپن است.
از باشگاه‌هایی که در آن بازی کرده‌است می‌توان به باشگاه فوتبال جف یونایتد ایچیهارا چیبا اشاره کرد.